# سومقاييت
مدينة سومقاييت (بالأذرية: Sumqayıt) - هي مدينة صناعية تقع في شرق جمهورية أذربيجان على الساحل الشمالي لشبه جزيرة آبشوران .
تبعد مدينة سومقاييت 31 كلم عن مدينة باكو عاصمة جمهورية أذربيجان، وتعتبر ثالث مدن جمهورية أذربيجان في تعداد السكان .

## التعليم
هناك 58 مؤسسة لمرحلة ما قبل المدرسة ، و 52 مؤسسة للتعليم العام ، و 13 مدرسة مهنية وموسيقية ، ومدرسة سومجيت الثانوية التركية الخاصة.

## معرض صور

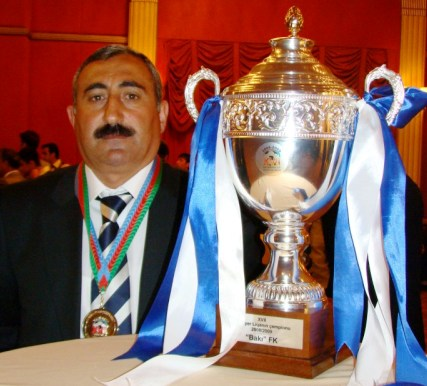
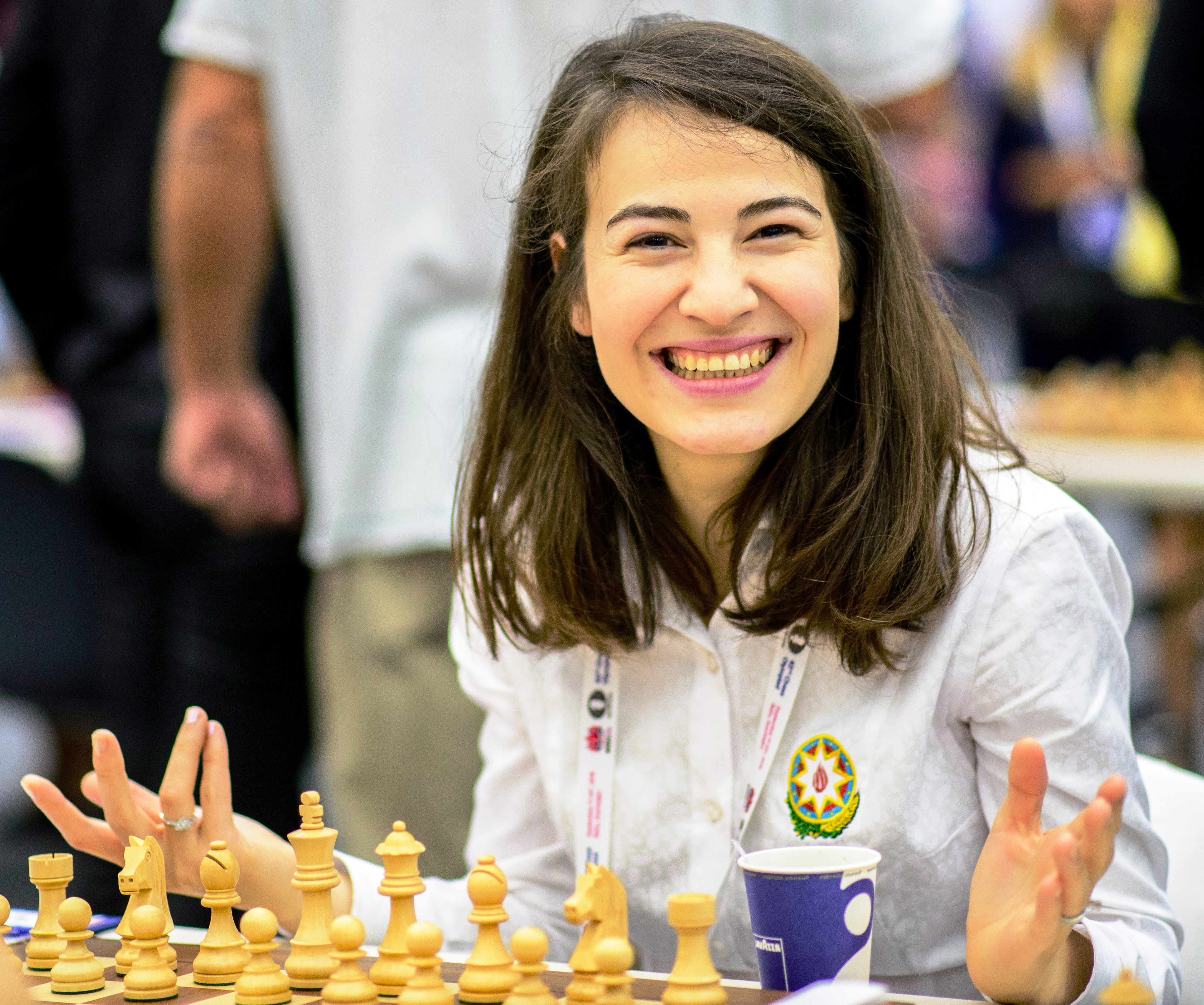
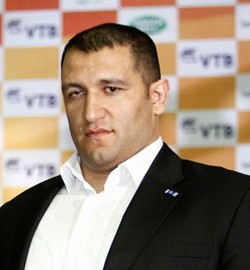
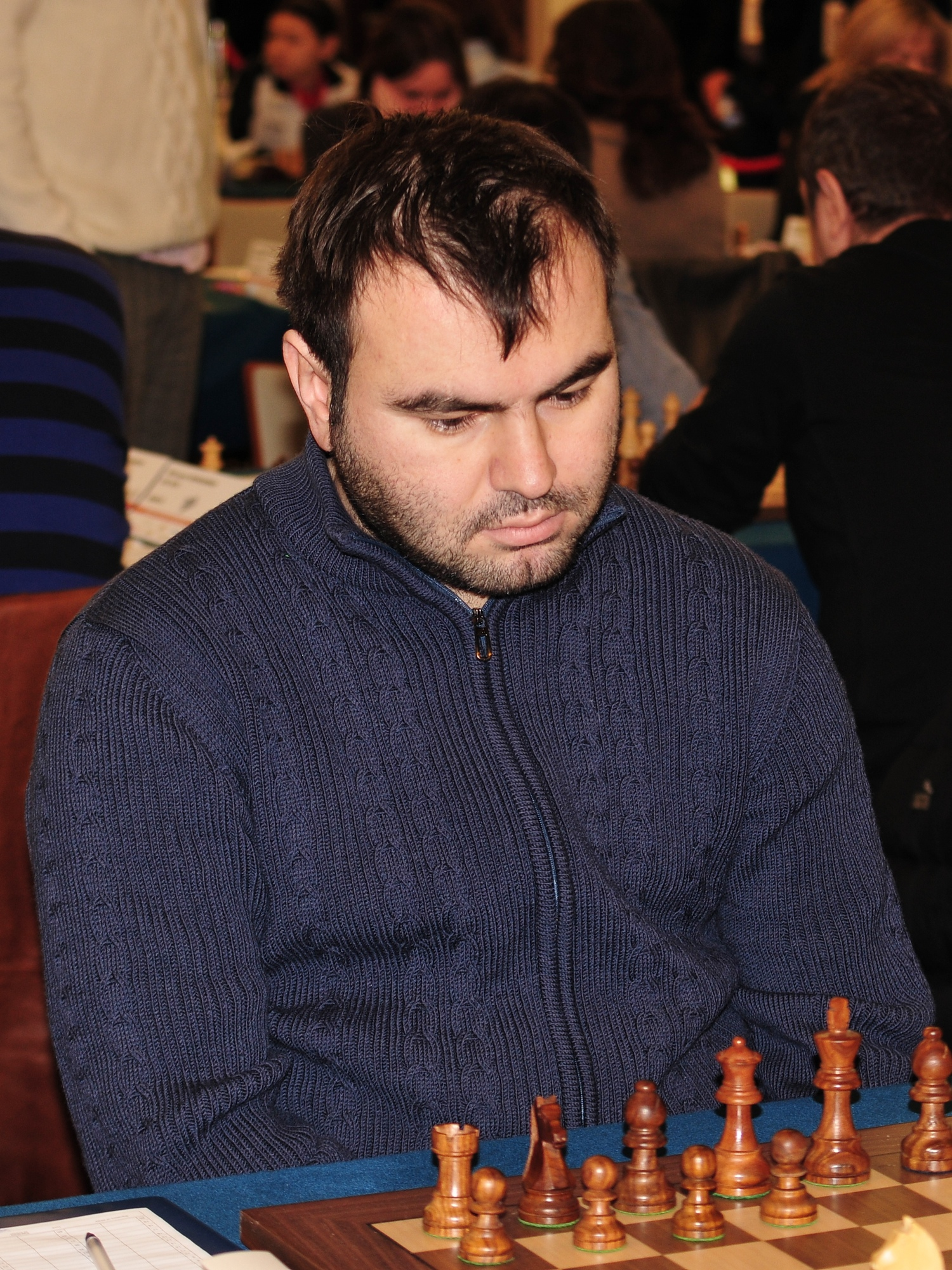
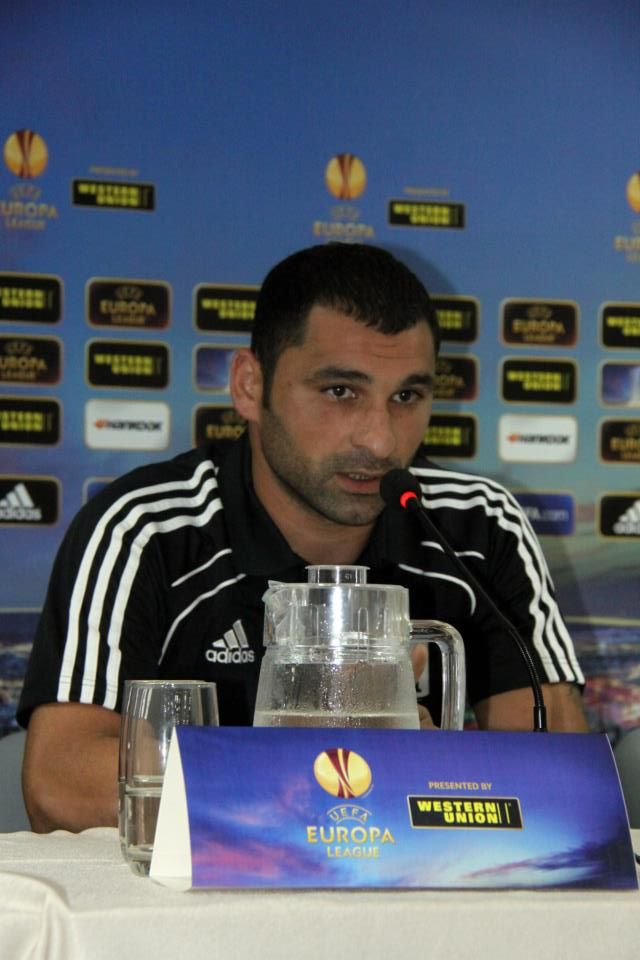

## توأمة
لسومقاييت اتفاقيات توأمة مع كل من:
- لودفيغسهافن (1987 - )
- أكتاو
- باري
- تشيركاسي
- تشوتشو
- جيحان
- نافينوميسك
- بيتيشت
- روستاوي (1952 - )

## أعلام
- علاء الدين ملكوف
- شاهين عمرانوف
- إلفين ماميشزادي
- فؤاد أسلانوف
- فاسيف دوراربيلي

## ينقل
من 28 أبريل 1961 إلى 1 يناير 2006، تم تشغيل نظام ترولي باص في المدينة، ومن عام 1959 إلى عام 2003، تم تشغيل نظام الترام